# Oldenlandia brachypetala
Oldenlandia brachypetala är en måreväxtart som först beskrevs av Rodolfo Amando Philippi, och fick sitt nu gällande namn av Elsa Leonor Cabral och Nélida María Bacigalupo. Oldenlandia brachypetala ingår i släktet Oldenlandia och familjen måreväxter. Inga underarter finns listade i Catalogue of Life.